# Сейсмическая нагрузка
Сейсмическая нагрузка (Seismic loading) является одним из основных понятий в сейсмостойком строительстве и означает приложение колебательного возбуждения землетрясения к различным постройкам. 
Величина сейсмической нагрузки в большинстве случаев определяется с помощью анализа сейсмостойкости и зависит от:
- Интенсивности, продолжительности и частотных характеристик ожидаемого землетрясения
- Геологических условий площадки строительства
- Динамических параметров сооружения

Сейсмическое нагружение происходит на поверхностях контакта сооружения с грунтом , либо с соседним сооружением , либо с порождённой землетрясением гравитационной волной цунами .
Оно постоянно экзаменует сейсмостойкость сооружения и иногда превышает его возможность выстоять без серьёзных разрушений несущих элементов конструкции .